# 5158 Ogarev
Az 5158 Ogarev (ideiglenes jelöléssel 1976 YY) a Naprendszer kisbolygóövében található aszteroida. Ljudmila Ivanovna Csernih fedezte fel 1976. december 16-án.